# 1342
Cette page concerne l'année 1342  du calendrier julien.
L'année 1342 est une année commune qui commence un mardi.

## Événements
- Mai-juin : arrivée à Pékin par Caffa, Saraï et Almaligh du franciscain légat du pape Jean de Marignol (fin en 1347)[1].
- 19 août : Jean de Marignol est reçu en audience par le grand khan Toghan Tèmur[2].
- Octobre : couronnement de Constantin IV d'Arménie[3]. La dynastie hétoumienne s’éteint en Cilicie arménienne, faute d’héritier mâle, à la mort de Léon V le 28 décembre 1341. Guy de Lusignan, fils de la sœur du roi Héthoum II, Zabel, et d’Amaury, frère du roi de Chypre Henri II, monte sur le trône sous le nom de Constantin IV d'Arménie. Guy de Lusignan sera assassiné par les Arméniens, hostiles à l’installation de l’Église catholique dans le pays (1344). Léon VI, son neveu, lui succèdera (1374).

- Le Bengale musulman est indépendant sous la dynastie Ilyâs Shâhî (en) (fin en 1576)[4]. Il établit des relations diplomatiques avec la Chine. Le port de Chittagong devient un centre de commerce important avec l’Extrême-Orient.
- Les Tenryūji-bune, deux navires affrétés par le Tenryū-ji, un temple de Kyoto, se rendent en Chine[5]. Les relations commerciales entre le Japon et la Chine reprennent quasi-officiellement.

- Au Japon, débuts des publications par les monastères des Cinq Monts[5].

### Europe
- 22 janvier[6] :
  - Pierre (1311-1356) devient duc de Bourbon.
  - Jacques Ier, (1314-1362) devient comte de la Marche.
- Mi-mai : siège et prise de Rennes par Charles de Blois[7]. Bertrand du Guesclin commence sa carrière militaire au service de Charles de Blois, duc de Bretagne[8].
- 19 mai : Pierre Roger, ancien évêque de Rouen devient pape sous le nom de Clément VI (fin du pontificat en 1352)[9]. Il développe à l’extrême la centralisation et la fiscalité pontificale.

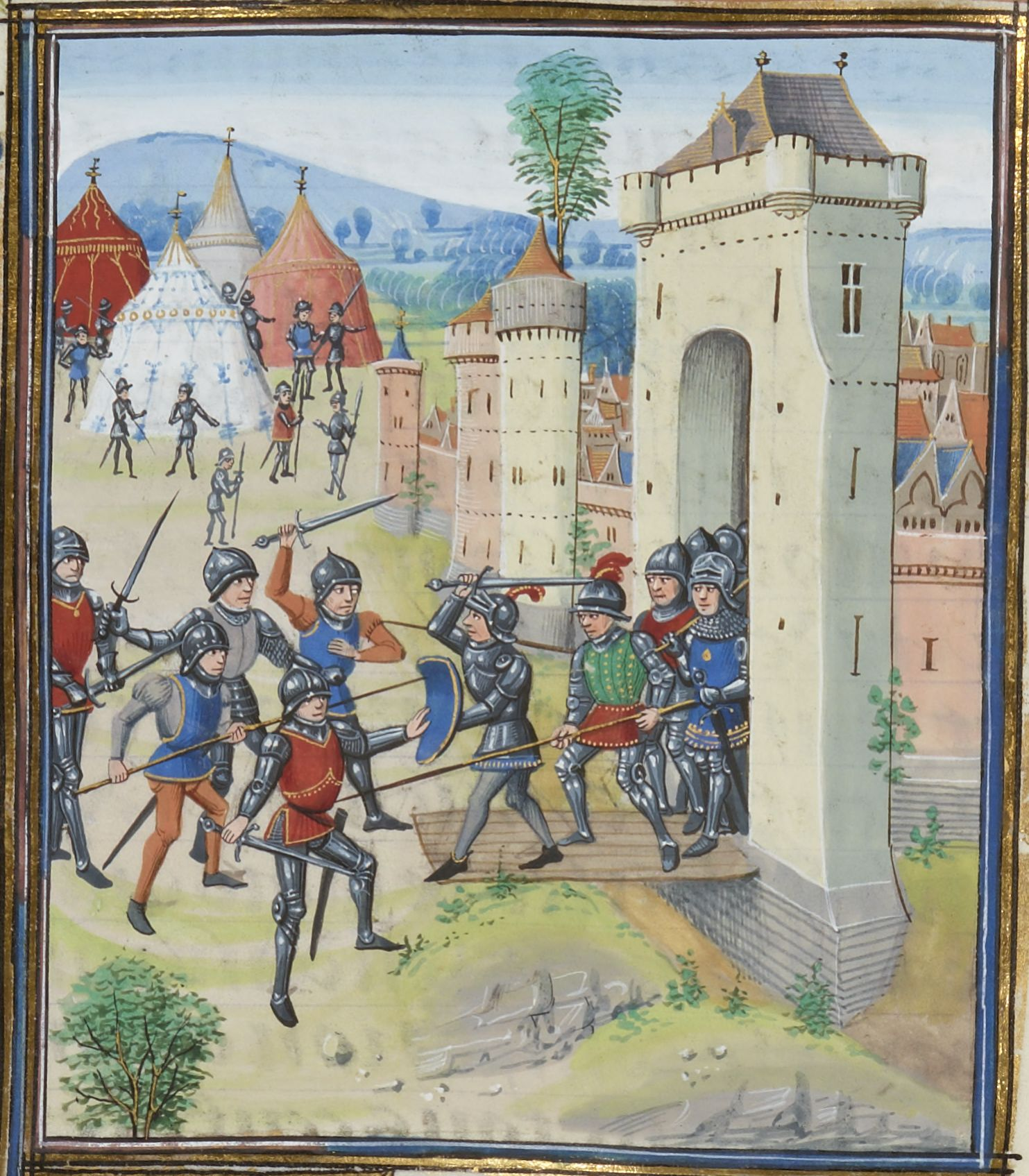
Mai-juin : siège d'Hennebont pendant la guerre de Succession de Bretagne.

- 20 mai : une expédition anglaise débarque à Brest conduite par Wauthier de Masny[10]. En juin, elle porte secours à Jeanne de Flandre assiégée par Charles de Blois à Hennebont
- Juin :
  - levée du siège d'Hennebont[11].
  - Empire byzantin : début de la révolution des Zélotes à Thessalonique, qui massacrent les nobles (1345) et forment un gouvernement populaire qui soutient Jean V Paléologue et l’impératrice régente (fin en 1349)[12]. Des soulèvements semblables, dirigés contre l’aristocratie, se déclarent à Verria et à Andrinople.
- 6 juillet[13] : Lucques est conquise par Pise.
- 21 juillet : début du règne de Louis Ier d'Anjou, le Grand, roi de Hongrie (jusqu'en 1382).
- 14 août : arrivée de Robert III d'Artois en Bretagne à la tête de troupes anglaises[14].
- 8 septembre[15] : dictature de Gautier VI de Brienne à Florence (fin en 1343).
- 15 septembre : Louis Ier est couronné roi de Sicile à Palerme à l'âge de cinq ans[16]. Régence conjointe de sa mère Élisabeth de Carinthie et son oncle Jean de Randazzo.
- 17 - 23 octobre[14], guerre de Succession de Bretagne : débarquement du roi Édouard III d'Angleterre à Brest. Il assiège Vannes.

- Krach des compagnies bancaires florentines (1342-1346)[17]. Les Dell'Antella, les Cocchi, les Perondoli, les Bonaccorsi, les Corsini, les Da Uzzano et les Castellani font faillite en chaîne en 1342, suivis par les Peruzzi en 1343, les Acciaiuoli en 1345 et les Bardi en 1346[18].
- Généralisation de l’alcabala, taxe sur les transactions, en Castille[19].